# 福島県道345号郷戸滝谷停車場線
福島県道345号郷戸滝谷停車場線（ふくしまけんどう345ごう ごうどたきやていしゃじょうせん）は、福島県河沼郡柳津町にある一般県道である。

## 路線概要
- 起点：河沼郡柳津町大字郷戸字居平丁280-1
- 終点：河沼郡柳津町大字郷戸字居平丁273-4（JR只見線 滝谷駅）
- 総延長：144m[1]
  - 実延長：総延長に同じ
- 路線認定年月日：1959年8月31日[2]

## 通過する自治体
- 河沼郡柳津町

## 接続・交差する道路
- 福島県道32号柳津昭和線（郷戸字居平丁 起点）

## 沿線
- JR滝谷駅